# بخش سیکامور (شهرستان همیلتون، اوهایو)
بخش سیکامور (به انگلیسی: Sycamore Township) یک منطقهٔ مسکونی در ایالات متحده آمریکا است که در شهرستان همیلتون، اوهایو واقع شده است. بخش سیکامور ۱۷٫۵ کیلومتر مربع مساحت و ۱۹٬۲۰۰ نفر جمعیت دارد و ۲۵۰ متر بالاتر از سطح دریا واقع شده است.